# Horst Klein (Physiker)
Horst Klein (* 1931; † 2. Dezember 2012) war ein deutscher Physiker und Hochschullehrer für Angewandte Physik.

## Leben
Horst Klein studierte an der Goethe-Universität in Frankfurt am Main und wurde 1962 bei Hermann Dänzer mit der Dissertation Ein mit Elektronen betriebener Wendellinearbeschleuniger als Modell eines Protonenbeschleunigers zum Dr. phil. nat. promoviert. Zusammen mit Dänzer arbeitete er bahnbrechend auf dem Gebiet der Wendelbeschleuniger, d. h. auf dem Gebiet der Linearbeschleuniger in Helix-Struktur.
Im Jahre 1972 wurde Horst Klein an seiner Alma Mater als Professor für Angewandte Physik berufen. Über mehrere Jahrzehnte leitete er das Institut für Angewandte Physik, betreute in dieser Zeit über 70 Doktorarbeiten und lebte in Neu-Isenburg. Sein hauptsächliches Arbeitsgebiet waren die Schwerionenbeschleuniger. Klein war beteiligt am Entwurf und der Verbesserung des Linearbeschleunigers UNILAC des GSI Helmholtzzentrums für Schwerionenforschung.

## Ehrungen
Nach ihm ist der Horst-Klein-Forschungspreis benannt, der für Leistungen auf dem Gebiet der Beschleuniger-Physik vom Physik-Fachbereich der Goethe-Universität, dem Physikalischen Verein und einem Arbeitskreis der Deutschen Physikalischen Gesellschaft verliehen wird.

## Publikationen (Auswahl)
- Ein mit Elektronen betriebener Wendellinearbeschleuniger als Modell eines Protonenbeschleunigers, Dissertation, 1962.
- Über die Wirkungsweise und den Aufbau von Protonen-Wendellinearbeschleunigern mit variabler Endenergie, zus. m. Hermann Dänzer, Helmut Herminghaus, 1966.
- Measurements on Superconducting Helices for the First Section of the Superconducting Proton Accelerator at Karlsruhe, zus. m. Anselm Citron, Jürgen L. Fricke, Christopher M. Jones, Michael Kuntze, 1971.
- Recent Work on the Helix Structure and Properties of Tandem Helix Combinations for the Acceleration of Heavy Ions, zus. m. Peter Junior, Alwin Schempp, Peter Finke, Helmut Herminghaus, 1972.
- zusammen mit Norbert Merz, Otto Siart: Field Distribution, Power Losses and Parameter Optimization of Helical Accelerator Structures, 1972.
- Als Herausgeber zus. m. Klaus Bethge: Physiker und Astronomen in Frankfurt, Metzner, Neuwied, 1989, ISBN 978-3-472-00031-0.